# 霍姆代爾 (愛達荷州)
霍姆代爾（英語：Homedale）是一個位於美國愛達荷州奧懷希縣的城市。

## 地理
霍姆代爾的座標為43°37′08″N 116°56′13″W / 43.61889°N 116.93694°W，而該地的平均海拔高度為680米（即2231英尺）。

## 人口
根據2010年美國人口普查的數據，霍姆代爾的面積為3.69平方千米，當中陸地面積為3.66平方千米，而水域面積為0.03平方千米。當地共有人口2633人，而人口密度為每平方千米713.55人。